# Cynegils de Wessex
Cynegils de Wessex (muerto en 643) fue rey de Wessex (611-643). Era hijo de Ceol de Wessex y sobrino de Ceolwulf, a quien sucedió tras su muerte. En 614, Cynegils y su hijo Cwichelm, derrotaron a los galeses en Brampton. En 628, iniciaron una guerra contra el rey Penda de Mercia en Cirencester. La guerra terminó con la firma de un tratado. En 634, Cynegils permitió a Birinus traer el cristianismo a Wessex. El año siguiente Birinus bautizó a Cynegils y a Oswald de Northumbria. El año siguiente luego de su bautismo, Cwichelm murió peleando contra los galeses (636). Cynegils murió en 643 y fue sucedido por otro de sus hijos, Cenwalh.
Cynegils tuvo cinco hijos:
- Cwichelm (m. 636), Rey de Wessex.
- Cenwalh (m. 674?), Rey de Wessex entre 643 y 645, y entre 648 y 674.
- Centwine de Wessex (m. 685?), Rey de Wessex entre 676 y 685.
- Cyneburh, casada con Oswaldo de Bernicia, Rey de Northumbria.
- Egelwine o Ethelwine, conocido como San Egelwine de Athelney.